# Кан Триэс — Гурналь (станция метро, Барселона)
Кан Триэс — Гурналь (кат. Can Tries | Gornal) — станция Барселонского метрополитена, обслуживающая линии 9S и 10S. Открытие станции состоялось 12 февраля 2016 года, вместе с остальным участком линии 9S от "Зона Университариа" до "Аэропорт Т1". С 8 сентября 2018 года станция также обслуживает линию 10S. Станция расположена в городе Оспиталет-де-Льобрегат, в районе Гурналь.

## Расположение
Один выход со станции ведут на улицу Хуан Рамон Хименес и улицу Нарсис Монтуриоль. Другой вестибюль выходит к улице Феррер-и-Гвардиа.

## Конструкция станции
Также, как и на остальных станциях участка от данной станции до "Зона Университариа", станция является двухъярусной: платформы станции располагаются друг над другом. Поезда, следующие в сторону "Аэропорт Т1" (линия 9S) и "Фок" (линия 10S), прибывают на нижнюю платформу, следующие же в сторону "Зона Университариа" поезда прибывают на верхний ярус станции. На станции установлены платформенные раздвижные двери.

## Путевое развитие
Сразу за станцией следует двухпутное разветвление, разделяющее движение линий 9S и 10S.